# Alger Chaîne 1
 (décembre 2011).
Si vous disposez d'ouvrages ou d'articles de référence ou si vous connaissez des sites web de qualité traitant du thème abordé ici, merci de compléter l'article en donnant les références utiles à sa vérifiabilité et en les liant à la section « Notes et références ».
Alger Chaîne 1 est une station de radio publique algérienne généraliste d'expression arabe qui fait partie de la Radio algérienne. 
Elle propose chaque jour, trente rendez-vous des services de l'information, de la production et des sports.

## Histoire
En 1944, les autorités coloniales françaises décident d'élargir leur station en instaurant des programmes en arabe sur « France V ».
Il s'agit de la 3e radio nationale la plus écoutée en Algérie avec 13 % d'audiences réalisées en 2010.